# Theo van Doesburg
Theo van Doesburg, vlastním jménem Christian Emil Marie Küpper (30. srpna 1883, Utrecht – 7. března 1931, švýcarský Davos) byl všestranný nizozemský umělec a teoretik umění. Proslul jako jeden z nejdůležitějších propagátorů abstraktního umění 20. století. Byl zakladatelem vlivného časopisu De Stijl. Vedle výtvarného umění vynikl Van Doesburg jako básník, romanopisec, grafik, návrhář a architekt. Van Doesburg propagoval v rámci neoplasticismu vizi světa, ve kterém umění bude hrát více povznášející, apolitickou roli. To také vysvětluje jeho kontakty s mezinárodní avantgardou.

## Život a dílo
Emile Küpper byl nejmladší ze sedmi dětí německého fotografa Wilhelma Küppera a Henriett Margadant. Emilův rodný dům se nachází v Utrechtu na Teelingstraat 13. Ateliér Emilova otce brzy zkrachoval, otec odjel do Německa a Emile s matkou se přestěhovali k amsterdamskému hodináři Theodoru Doesburgovi. Emile po něm převzal jméno, doplněné o vsuvku „van“.
Emile byl problémové dítě. Střední školu nikdy nedokončil, zato krátce navštěvoval uměleckou školu v Amsterdamu. Chtěl se stát především malířem a spisovatelem. Výtvarně začal být činný ve věku šestnácti let. V r. 1902–1903 navštěvoval kurz nizozemského malíře Adri Grootense (1864–1957), jinak zůstal samoukem.

### Duchovní dělník
Van Doesburg se vedle umění ponořil do studia sociologie, filosofie a etiky. Zajímaly ho také politika a náboženství, o čemž svědčí členství v liberální politické straně VDB jakož i vstup do reformované církve. V r. 1903 poznal osobitou básnířku Agnitu Feisovou (1881–1944), s níž se o sedm let později oženil a jíž věnoval své první básně.
Van Doesburgovy první obrazy (krajiny) nesou stopy vlivné Amsterdamské školy. Pod vlivem humanisticko-křesťanského světonázoru (a možná i Van Gogha) obracel svou pozornost stále více k „trpícímu a lopotícímu se“ člověku. Z této doby se také datuje mnoho cvičných autoportrétů, na nichž se vypodobnil jako „duchovní dělník“, v klobouku a pracovním oděvu. Studie člověka se rovněž projevila v potřebě nastavit světu zrcadlo, což vedlo k sérii karikaturálně laděných litografií po vzoru Honoré Daumiera (1808–1879), které se objevily ve Van Doesburgově literárním debutu Masky dolů! (De maskers af!).
Svazek s Agnitou Feisovou, odsouzený Van Doesburgovými rodiči, se vyznačoval rovnocenností partnerů a podřízením vzájemnému duchovnímu rozvoji. V r. 1908 se v Den Haagu konala Van Doesburgova první výstava.

### Moderní umění
Jakožto recenzent se Van Doesburg v r. 1912 dostal do plného kontaktu s moderním uměním. Zpočátku neměl valné mínění o Picassově a Braqueově kubismu. Vzápětí však přišel náhlý obrat způsobeným četbou Kandinského spisu O duchovnosti v umění (česky 1998), který mladého umělce přesvědčil o „zduchovnění“ umění, tj. o tom, že čisté umění pramení z ducha, a nikoli ze světa kolem nás. Ovlivněn Kandinským razil Van Doesburg tezi, že umění se v budoucnosti bude stávat stále abstraktnějším.
Stejně jako trvá nějakou dobu, než v legislativě zákon nabude platnosti, podobně se Van Doesburgovi zprvu nedařilo výše popsaný intelektuální obrat realizovat ve výtvarném umění. Obraz Dívka s pryskyřníky (Meijse met ranonkels) svědčí o tomto zápasu: smyslová představa se dá ještě rozeznat, ale Van Doesburg ji používá jen jako motiv.

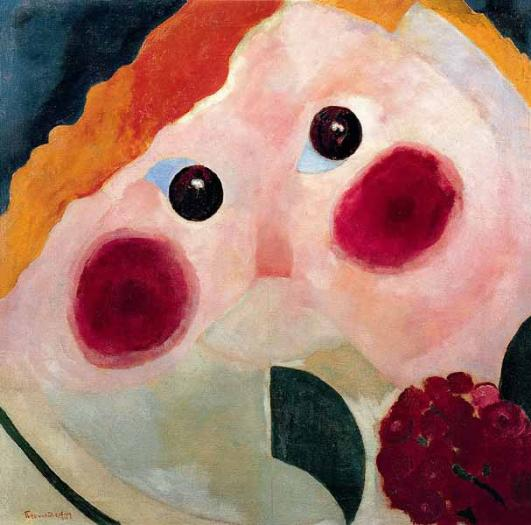
Dívka s pryskyřníky. 1914. Utrecht, Centraal Museum.

Po vypuknutí první světové války byl Van Doesburg mobilizovaný jakožto listonoš Küpper na belgické hranice. Do boje se nedostal. Otřesné zkušenosti války mu však zprostředkovali belgičtí uprchlíci. Na tomto základě se Van Doesburg distancoval od víry. Za své válečné služby napsal mnoho časopiseckých článků, básní a dopisů, v nichž válku popisoval jako nesmyslnou. Po roce byl přeložený do Tilburgu, kde se zamiloval do Leny Miliusové. V této ženě našel více porozumění než ve Feisové, a jí věnovanou báseň Moje láska, k velkému smutku Feisové, publikoval v časopise Jednota (Eenheid).

### Období před hnutím De Stijl
V r. 1916 byl Van Doesburg demobilizován. Předtím na konci svého tilburského období pozitivně recenzoval výstavu skupiny Nezávislí v Amsterdamu a vytvořil náčrty Pouliční hudba I a II (Straatmuziek I a II). Mnoho raně abstraktních malířů používalo hudební motivy. Ty pro ně představovaly ideál zduchovnění: co se ještě nepodařilo malíři, realizoval již hudebník.
V Utrechtu se Van Doesburg spřátelil s expresionistickým malířem-mystikem Janem de Winterem (1882–1951) a v r. 1915 se seznámil s prací Pieta Mondriaana (1872–1944). V téže době se začal vzdalovat od expresionismu, o čem svědčí i obraz Abstrahovaný kostel (Geabstraheerde kerk). Po demobilizaci uspořádal Van Doesburg výstavu, která mu přinesla první úspěch. Jeho zátiší Kompozice I (Compositie I, stilleven), patrně vzniklé pod vlivem českého malíře Emila Filly (1882–1953), bylo zakoupeno vlivným teoretikem umění.
Van Doesburg nyní viděl expresionismus Kandinského jen jako přechodnou fázi na cestě k duchovnějšímu umění. V pojednání Nové hnutí v malířství (1917) rozlišil racionalistickou abstrakci kubismu a impulzivní abstrakci Kandinského. Van Doesburgovu novou koncepci výtvarného umění podpořil nizozemský architekt J. J. P. Oud (1890–1963), který napsal:
„Plochy, na nichž my umělci prostoru realizujeme své pohnutí, by mohlo [výtvarné umění] oduševnit a učinit je bytostnou součástí prostoru, ježto tuto součást může učinit procítěnější a pohnutější.“
Přátelství s Oudem vedlo k novým projektům, mj. ke Kompozici skla zasazeného do olova I (Glas-in-loodcompositie, 1916), navržené pro dveře starostova domu.

### De Stijl
V roce 1916 založil Van Doesburg společně s malířem Bartem van der Leckem (1876–1958) v opozici k expresionistické skupině „Jiní“ uměleckou skupinu „vědomě abstraktní“ či „opravdu jiní“. Rokem 1917 začala nová fáze ve Van Doesburgově životě nazývaná neoplasticismus. Pod vlivem svých nových přátel, P. Mondriaana a maďarsko-nizozemského malíře Vilmose Huszára (1884–1960), začal Van Doesburg používat výlučně horizontální a vertikální linie a barevné plochy. Ačkoli tato díla stále vycházejí z pozorovatelné skutečnosti – Kompozice XII v černé a bílé (Compositie XII in zwart en wit) je založená na krajině a Kompozice v disonancích (Compositie in dissonanten) na portrétu ženy – je Van Doesburg radikálnější. Tak si Lena Miliusová vzpomíná, že když Mondriaan vyhledal Van Doesburga v Leidenu, kde se Van Doesburg usadil, a spatřil Kompozici VI (Compositie VI), jinak také nazývanou „Muž s dýmkou“, nebyl na to připravený.

V roce 1916 se Van Doesburg rozvedl po tříleté odluce s Feisovou a oženil se s Lenou Miliusovou.

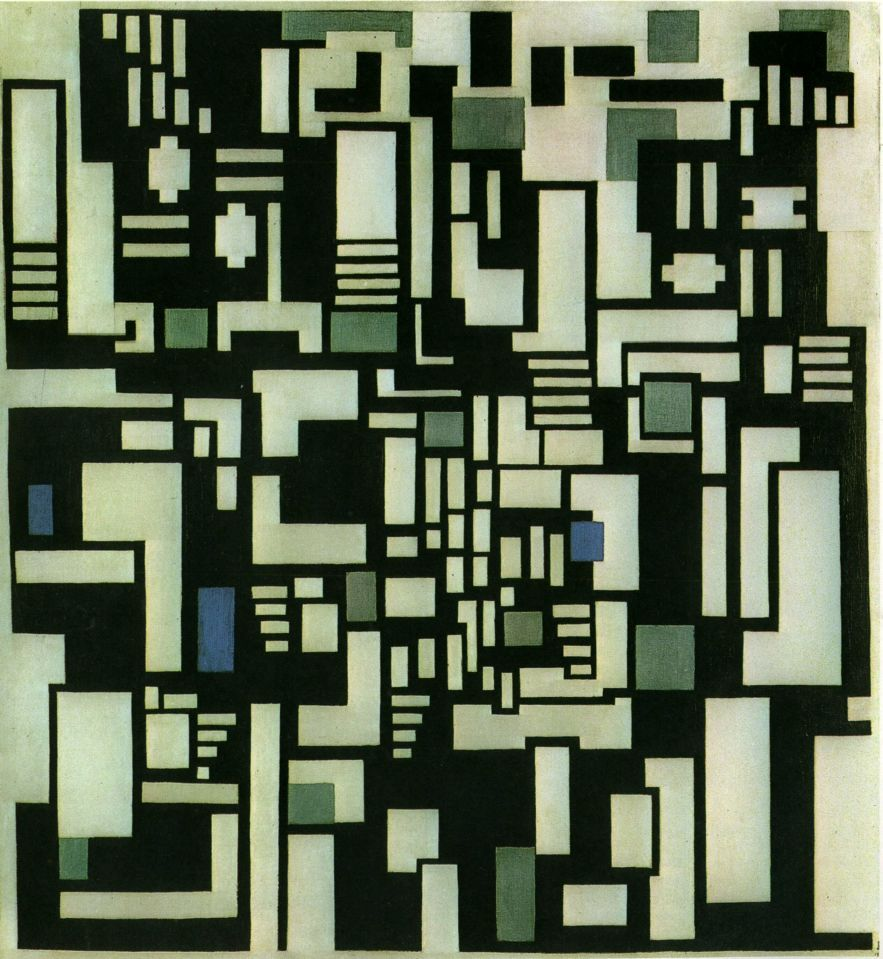
Kompozice IX (Hráči karet), 1917–1918

V této době se Van Doesburg zabýval přípravou časopisu pro právě vzniklou skupině „vědomě abstraktní“. Nazval ho De Stijl (Styl), což byla provokace na adresu těch, kteří se jako Amsterdamská škola podle Van Doesburga neřadili k moderně. V jeho článcích si to odnášel hlavně časopis této školy Obraty (Wendingen), který srovnával s neovladatelnou větrnou korouhvičkou. „[Styl] je určený pouze pro Výtvarné Umění a Užité Umění. Půjde-li to dobře, o hodně jej rozšířím: o hudbu, literaturu atd.,“ napsal jednomu spolupracovníkovi.
Van Doesburg byl i ke členům skupiny De Stijl obzvláště kritický. Kdo se vzdálil od východisek Van Doesburgova hnutí, byl bez pardonu vyloučen. Není divu, že skupina kolem časopisu De Stijl dlouho nevydržela. Van Doesburg byl přesvědčený, že individuální bude překonáno univerzálním, a tak se Styl snažil koncipovat jako dílo skupiny.
Ani Van Doesburg sám však nebyl vždy důsledný. V roce 1919 přislíbil komunistickému malíři Chrisi Beekmanovi, že petici za volnou poštu s Ruskem pošle nizozemskému parlamentu. Když to Van Doesburg zanedbal, odešel z redakce časopisu De Stijl komunistický architekt Robert van ‘t Hoff (1887–1979). Van ‘t Hoff upozornil Van Doesburga na návrhy experimentálního nábytku (1888–1964) a Van Doesburg je posléze publikoval ve svém časopise.
V roce 1918 se objevil první manifest hnutí De Stijl vybízející k mezinárodní spolupráci a ke světovému boji s převládajícím individualismem, což vedlo ke kontaktům s umělci v Itálii, Německu a Belgii.
Van Doesburg přednášel antverpské skupině Moderní umění. Jeho přednáška Klasické-barokní-moderní (Klassiek-Barok-Modern) představuje reakci na Amsterdamskou školu, která podle Van Doesburga nikdy neopustila dekorativní, barokní princip.

### V Paříži

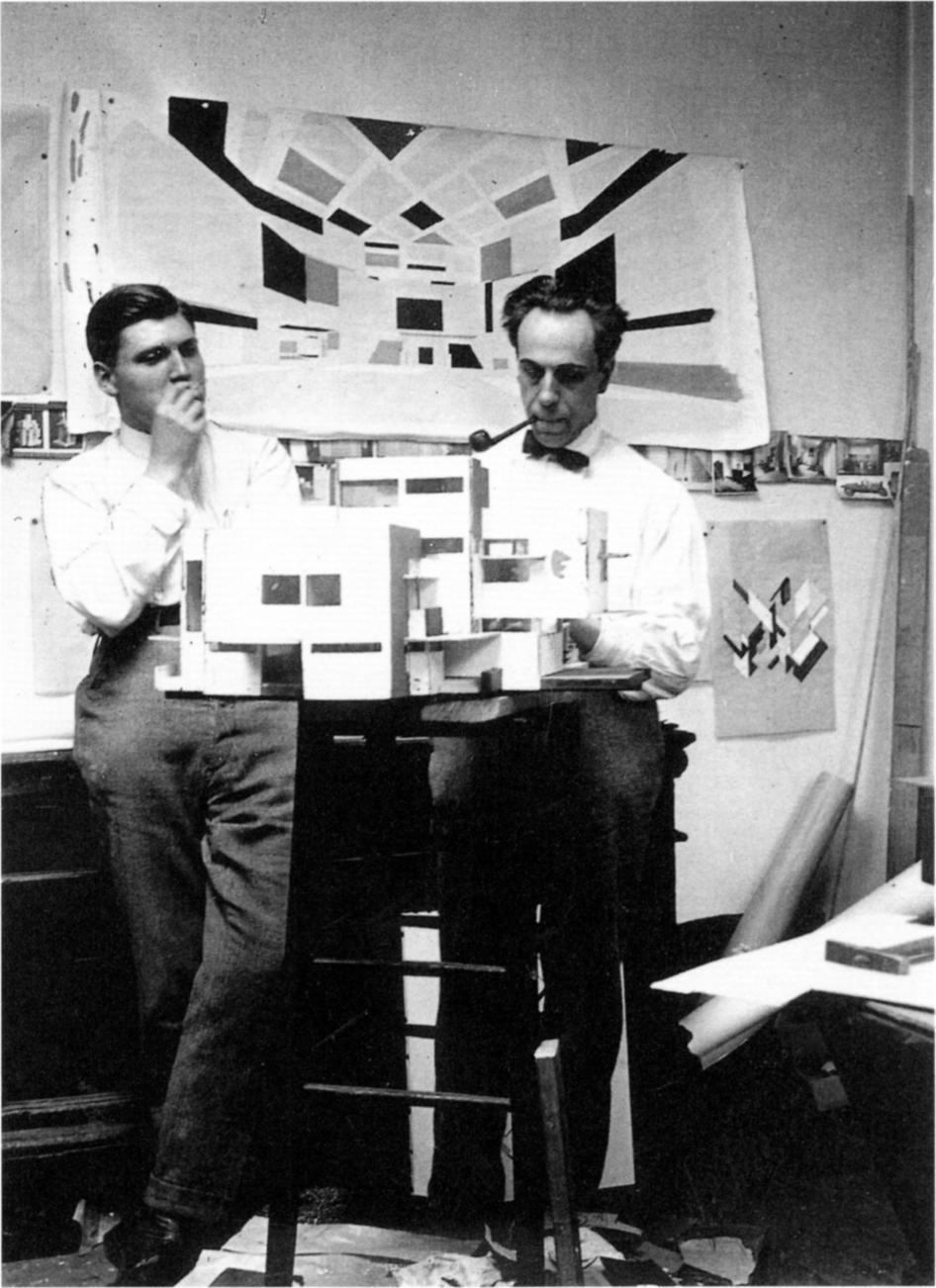
Cornelis van Eesteren a Van Doesburg ve Van Doesburgově ateliéru v Paříži

V Paříži, kam Van Doesburg odcestoval za Mondriaanem, který se tam v r. 1920 usadil, se Van Doesburg seznámil s vlivným obchodníkem umění L. Rosenbergem. Rosenberg nabídl členům skupiny De Stijl výstavní prostory v galerii L’Effort Moderne. Dále Van Doesburg navázal kontakty se skupinou La Section d’or, jejíž členové ho jmenovali svým nizozemským vyslancem. A konečně se seznámil s dadaisty F. Picabiem (1879–1953) a T. Tzarou (1896–1963).
Po návštěvě Paříže se Van Doesburg věnoval literatuře, v. r. 1920 vyšel jeho manifest „Literatura“. Aby se kvůli svým sympatiím nedostal do konfliktu s členy hnutí De Stijl, publikoval Van Doesburg pod pseudonymy I. K. Bonset a A. Camini. V r. 1921 vyšel jeho antinarativní román Caminoskopie, antifilosofický životní názor bez ladu a skladu (Caminoscopie, 'n antiphilosofische levensbeschouwing zonder draad of systeem).
V r. 1920 pořádal Van Doesburg řadu přednášek v Nizozemsku a Belgii. Na výstavě v Den Haagu se seznámil s avantgardní pianistkou Nelly van Moorsel (1928–1975), se kterou si proti vůli jejích rodičů začal poměr a která se později stala jeho třetí ženou. V Berlíně měl schůzku s ředitelem Bauhausu Walterem Gropiem (1883–1969). Van Doesburg Gropia seznámil s prací své skupiny. Van Doesburga zaráželo, že navzdory Gropiově progresivnímu postoji v Bauhausu panuje řemeslnická atmosféra. Přesto konstatoval, že i v Bauhausu je prostor pro nové směry. O rok později začal za doprovodu Nelly přednáškové turné po Belgii, Francii, Itálii, Švýcarsku, Rakousku a Německu.
Evropské turné skončilo ve Výmaru, kde se Van Doesburg načas usadil a kam se přestěhovala i redakce časopisu De Stijl. Ten tak získal mezinárodní charakter. Ve Výmaru organizoval Van Doesburg sešlosti pro studenty i pedagogy a v ateliéru jednoho ze svých nejhorlivějších zastánců vedl kurz De Stijl navštěvovaný studenty Bauhausu.
Tyto aktivity jsou dokladem Van Doesburgova úsilí stát se pedagogem Bauhausu. Kvůli jeho netaktnímu vystupování to však nebylo dost dobře možné. Hrozila rozepře s pedagogem Bauhausu Johannem Ittenem. Itten a Van Doesburg byli antipodi. Bývalý student Bauhausu si vzpomněl, že „[Van Doesburg] rád nosil černou čepku a módní obleky. Naproti tomu Itten si navrhl kněžský háv a kráčel stejně nezpůsobně Výmarem, jako Van Doesburg vystavoval na odiv monokl, bílou kravatu a černou čepku (oba k nemalému údivu měšťanstva).“ Pro Bauhaus, který chtěl nabízet co nejširší vzdělání, byl Van Doesburg se svým všeabsorbujícím stylem příliš dogmatický.
Přesto se Van Doesburgovi podařilo získat následovníky, zejména díky svému kurzu De stijl. Tak například rezidenční divadlo Výmaru bylo pomalováno podle východisek skupiny De Stijl, malíř Oskar Schlemmer (1888–1943) navrhl novou, hranatou nálepku Bauhausu a Gropius změnil motto Bauhausu z „Umění a řemeslo – nová jednota“ na „Umění a technika – nová jednota“.
 Itten podal výpověď. Publikace Bauhaus 1919–1933 udává, že nejdůležitější podnět k překonání expresionistického Bauhausu přišel zvenčí, od nizozemského umělce Theo van Doesburga! Van Doesburg sám ovšem své výmarské období hodnotil jinak. Hovořil o „sklonu k mystice, k filosoficky svázanému a systematicky pěstovanému způsobu myšlení“. V časopise Mécano později v článku „Bilanz des Staalichen Bauhauses in Weimar“ provokativně napsal: „zvenčí čtverec, vevnitř biedermeier“. Navzdory tomu zaslal r. 1924 politicky ohroženému Bauhausu projev solidarity.“. Ocenění Van Doesburga ze strany Bauhausu bylo zpečetěno publikací Základních pojmů nového výtvarného umění (Grondbe-grippen der nieuwe beeldende kunst) v řadě Bauhausbücher.
Během svého Výmarského období se Van Doesburg soustředil především na architekturu. I na dálku spolupracoval s nizozemskými architekty Ceesem Rienksem de Boerem (1881–1966) a Oudem. Poskytoval jim barevné návrhy, návrhy v olovu a ojediněle i stavebnické rady.

### Konstruktivistická internacionála
Kolem r. 1922 se Van Doesburg seznámil s ruským umělcem Elem Lisickým (1890–1941) a našel v něm důležitého spojence. Lisickij a Van Doesburg měli společné cíle, ačkoli ruský konstruktivismus, k němuž Lisickij patřil, byl politicky angažovaný. Tentýž rok bylo založeno konstruktivistické společenství IFdK (Internationale Fraktion der Konstruktivisten). Tato skupina sabotovala kongres „Unie mezinárodních progresivních umělců“ kvůli jeho nedostatečné progresivitě. Po zrušení IFdK došlo k založení „Konstruktivistické internacionály výtvarného sdružení práce“, které organizovalo kongres. Účastnili se např. maďarský malíř a učitel Bauhausu Moholy-Nagy (1895–1946), Lisickij a T. Tzara. I proto vstoupil do dějin jako „Mezinárodní kongres konstruktivistů a dadaistů“. Kongres byl zakončen dadaistickým večerem v Hotelu Fürstenhof. Skupina kolem internacionály se rychle rozpadla. Lisickij se např. nemohl najít ve Van Doesburgově primitivním utilitarismu.

### Rosenbergova výstava

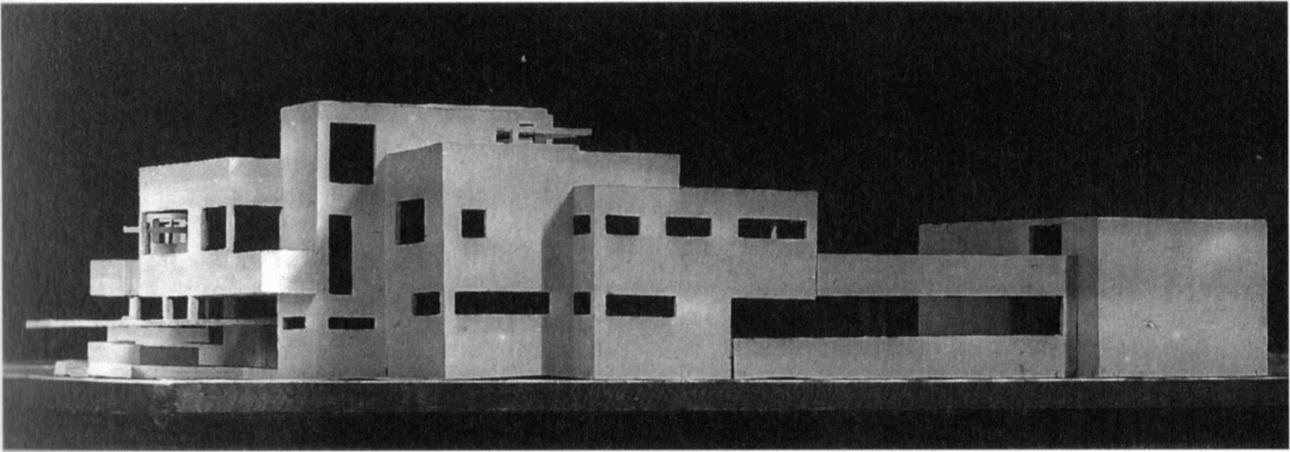
maketa pro Hotel Particulier, 1923

Ve Výmaru potkal Van Doesburg studenta architektury a stipendistu Cornelise van Eesterena (1897–1988) a našel v něm ideální náhradu za odpadlého
Oudena. Oba umělci spolupracovali na architektonické výstavě a společně navrhli kulturní centrum (Hotel particulier), rodinný dům (Maison particulière) a ateliér (Maison d’artiste). Van Doesburg také vybavil dřívější Van Eesterenovy návrhy barvou. Nizozemský architekt Gerrit Rietveld zhotovil maketu pro Hotel particulier. Tyto návrhy byly spolu s prací V. Huszára, Ouda, L. Miese van der Rohe (1886–1969), mimochodem autora brněnské Villy Tugendhat, vystaveny v Rosenbergově galerii.
Druhá výstava se konala v Paříži. V souvislosti s oběma výstavami napsal Van Doesburg pátý manifest hnutí De Stijl navzaný Za kolektivní konstrukci (Vers une construction collective) odkazující na Le Corbusierův spis Za novou architekturu (Vers une architecture, česky 2005). Přestože návrhy zůstaly na papíře a výstavy byly přijaté vlažně, měly podle znalce časopisu De Stijl P. Overyho přímý vliv na Le Corbusierovu aplikaci barev v architektuře.
Kvůli začínající inflaci v Německu se Van Doesburg vrátil do Nizozemska. V Nizozemsku dál propagoval dadaismus a v reakci na rozruch kolem svých barevných návrhů měl sérii přednášek, např. Barva v našem bytě (Kleur in onze woning).

### Elementarismus
V r. 1924 se Theo a Nelly usadili na tři roky ve francouzském Clamartu. Van Doesburg začal opět malovat a ve své práci představil diagonálu. Vytvořil nový směr, elementarismus, aniž by opustil východiska neoplasticismu. V sérii Kontrakompozice (Contra-Composities) jsou oba styly zastoupeny.

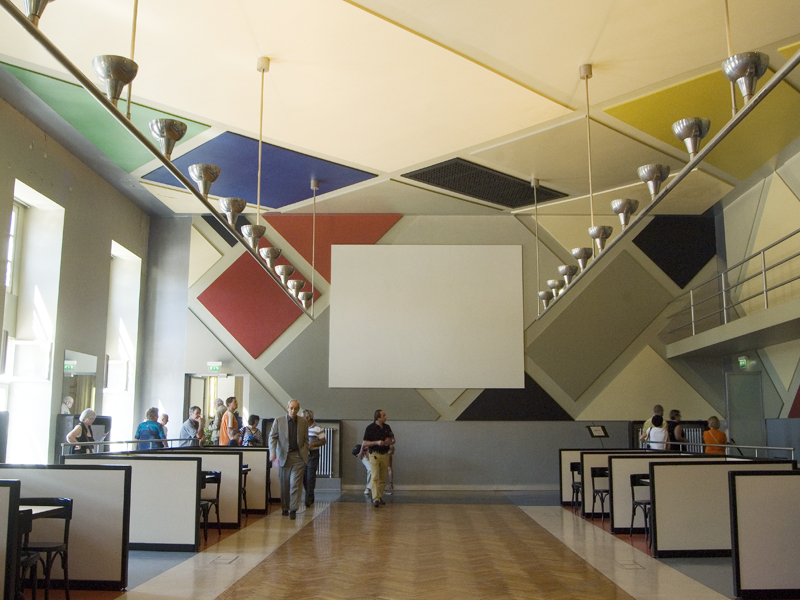
Taneční hala Aubette, 1927–1928

Ve Francii to nebylo snadné. Dadaismus a abstraktní umění byly vystřídány surrealismem a „návratem k řádu“. Van Doesburg přednášel o konstruktivismu ve Vídni a v Berlíně (přednáška Následky konstruktivismu, Konsequenties van het Constructivisme). Podobně jako ve Výmaru se i ve Francii snažil prosadit nové směry. Se zřetelem k právě probíhající Exposition des Arts Décoratifs organizoval v Paříži mezinárodní kongres pro moderní umění. De Stijl však na výstavu připuštěn nebyl, místo něho Francouzi, k velké Van Doesburgově lítosti, upřednostnili Amsterdamskou školu.
V průběhu 20. let se situace ve Francii stala příznivější. Van Doesburg získal zakázku na návrh místnosti pro stříhání květin a účastnil se příznivě přijaté výstavy polského umělce Poznaňského. V r. 1925 skončilo pro vzájemné neshody přátelství s Mondriaanem. Van Doesburg získal nového spojence v umělci F. Kieslerovi (1890–1965).
V r. 1926 se Van Doesburg podílel na obnovování historické budovy Aubette ve Štrasburku. Navrhl pro ni interiér ve stylu elementarismu. Ten měl za cíl „umístit člověka do výtvarného umění (a nikoli před něj)“. Pro budovu také navrhl signalizaci se speciálním typem písma a věnoval jí kvalitní a rozsáhlé číslo časopisu De Stijl pojmenované „Numéro consacré à l'Au-bette, Strasbourg“. Kvůli tomu se zadlužil, takže se toto číslo stalo posledním. Aubette byla k velké Van Doesburgově lítosti zcela ignorována tiskem. Americký kritik umění Henry-Russell Hitchcock v r. 1929 napsal: „Elementaristické malby zde dominují návrhu do té míry, že mají pouze malého architektonického smyslu.‘‘
Ani návštěvníci nebyli novým interiérem okouzleni a ředitel jej rychle pozměnil instalací palubek, umělých květin a umělého osvětlení. Van Doesburg si zapsal do deníku: „Tvoření je nejbezútěšnější a nejnevděčnější činnost, jakou Bůh člověka potrestal.“
Podobně jako po Rosenbergově výstavě začal Van Doesburg i po fiasku Aubette opět malovat. Najal si na to ateliér v Paříži. Bez ohledu na vkus dobového publika maloval cituprázdné a nefantazijní obrazy jako Aritmetické kompozice, v nichž intuice hnutí De Stijl ustoupila matematicky kontrolovatelným principům. V říjnu r. 1929 měl přednášku v Městském muzeu v Amsterdamu.

### Konkrétní umění
Ve druhé polovině 20. let se Van Doesburg zabýval návrhem Dopravního města neboli La cité de circulation. Chtěl jím překonat Le Corbusierův návrh Paříže Plan Voisin, který se mu při vši své revolučnosti zdál jakožto „frontální město“ pořád příliš tradiční. Koncept zveřejnil v německém časopise Architektur der Gegenwart. Na sklonku r. 1929 založil Van Doesburg skupinu Konkrétní umění.
V téže době si v pařížském předměstí Meudon nechal dle vlastního návrhu postavit pro sebe a Nelly dům, dnes známý jako Van Doesburgova vila (Van Doesburghuis) a pronajímaný stipendistům. Van Doesburg ho koncipoval jako středisko kolektivní umělecké činnosti a spo-luzakládal v něm vlivnou uměleckou skupinu Abstraction-Création. V r. 1931 konvertoval ke katolicismu. Van Doesburg zemřel na selhání srdce ve švýcarském Davosu, kde si léčil astma, ve věku čtyřiceti sedmi let. Pohřben byl žehem za přítomnosti Nelly van Doesburgové a Leny Miliusové.